# نبرد تنگه خیبر
نبرد تنگه خیبر (انگلیسی: Battle of Khyber pass) جنگی بود که در تاریخ ۲۶ نوامبر ۱۷۳۸ در تنگه خیبر پیرو نبرد کرنال و بین نادرشاه و امپراتوری گورکانیان هند روی داد.